# Flughafen Longyearbyen

i7
i11
i13
Der Svalbard lufthavn, Longyear (IATA-Code: LYR, ICAO-Code: ENSB) ist der größte Flughafen Spitzbergens und der gesamten Inselgruppe Svalbard. Er befindet sich fünf Kilometer nordwestlich der Stadt Longyearbyen und wird von Avinor AS betrieben.

## Geschichte
Der Spitzbergenvertrag bestimmt, dass auf dem Archipel keine militärischen Anlagen gestattet sind. Die Sowjetunion befürchtete, dass ein permanenter ziviler Flughafen auch von norwegischen bzw. NATO-Streitkräften genutzt werden könnte. Da sie aber ebenfalls einen Flughafen benötigte, um ihre Siedlungen in Barentsburg und Pyramiden zu erreichen und zu versorgen, wurde in den frühen siebziger Jahren eine Übereinkunft zwischen den beiden Ländern erzielt.
Der Bau des Flughafens begann im Jahr 1973. Die offizielle Eröffnung fand am 2. September 1975 statt. Aufgrund des Permafrostes musste die asphaltierte Landebahn gegen die darunter befindlichen Bodenschichten isoliert werden, um ein Auftauen im Sommer zu verhindern. Die Gebäude wurden auf Pfeilern errichtet, die in den Permafrostboden eingelassen sind. Die Landebahn ist wiederholt durch Frostaufbrüche beschädigt worden und musste daher regelmäßig repariert werden. 1989 sind die Problemzonen der Landebahn mit den meisten Frostschäden mit einer verbesserten Isolierung gegenüber der Permafrostschicht versehen worden. Im Jahr 2006 wurde diese Maßnahme auch auf den restlichen Abschnitten der Landebahn durchgeführt. Zur Durchführung der Arbeiten musste der Flughafen jeweils kurzzeitig geschlossen werden. Die Erweiterung des Terminals zur Erhöhung der Passagierkapazität wurde mit dessen Eröffnung am 10. Dezember 2007 abgeschlossen. Der Flughafen hat derzeit den Status als nördlichster Verkehrsflughafen der Welt.

## Nutzung

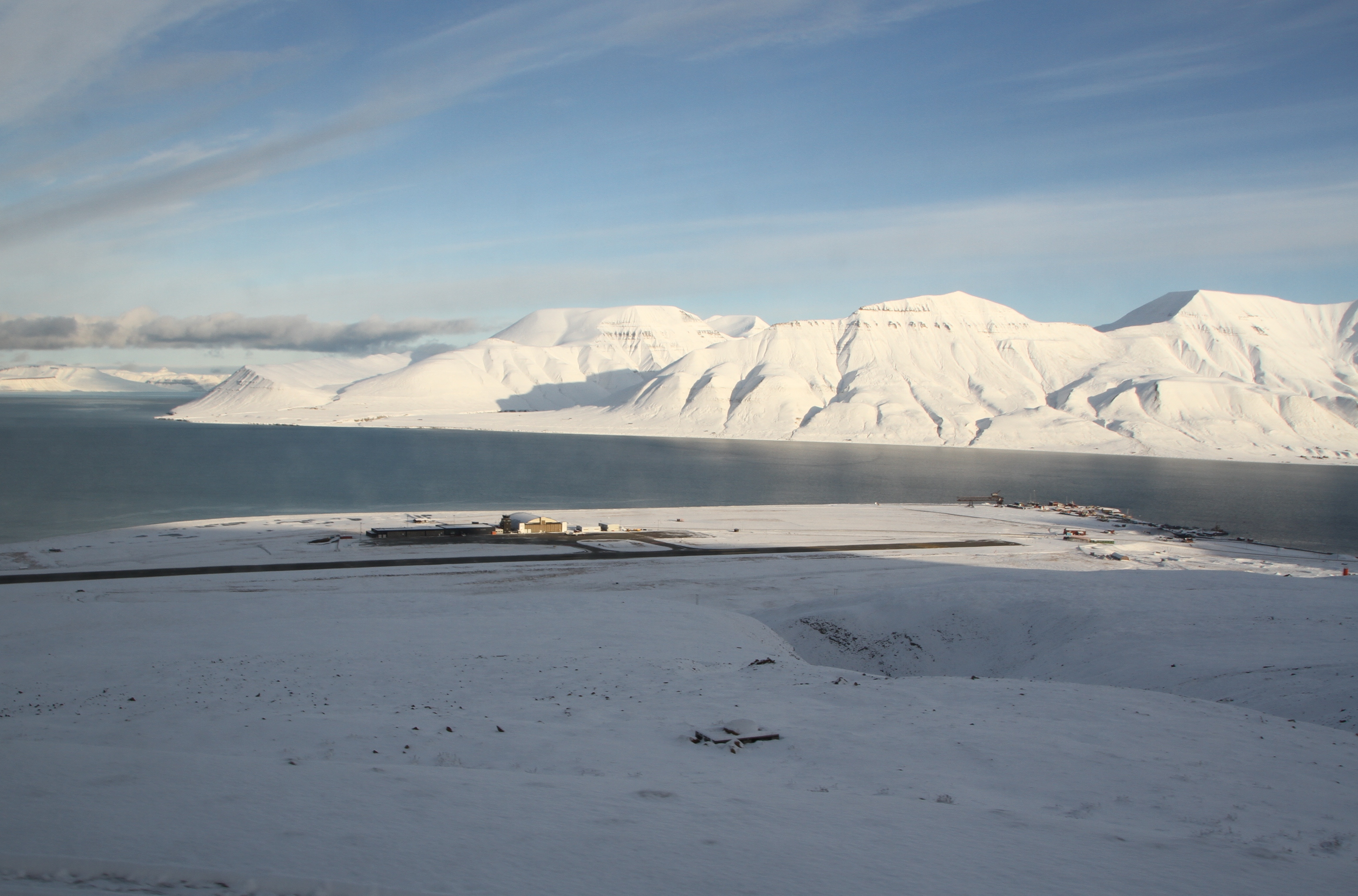
Der Flughafen von Südwesten gesehen

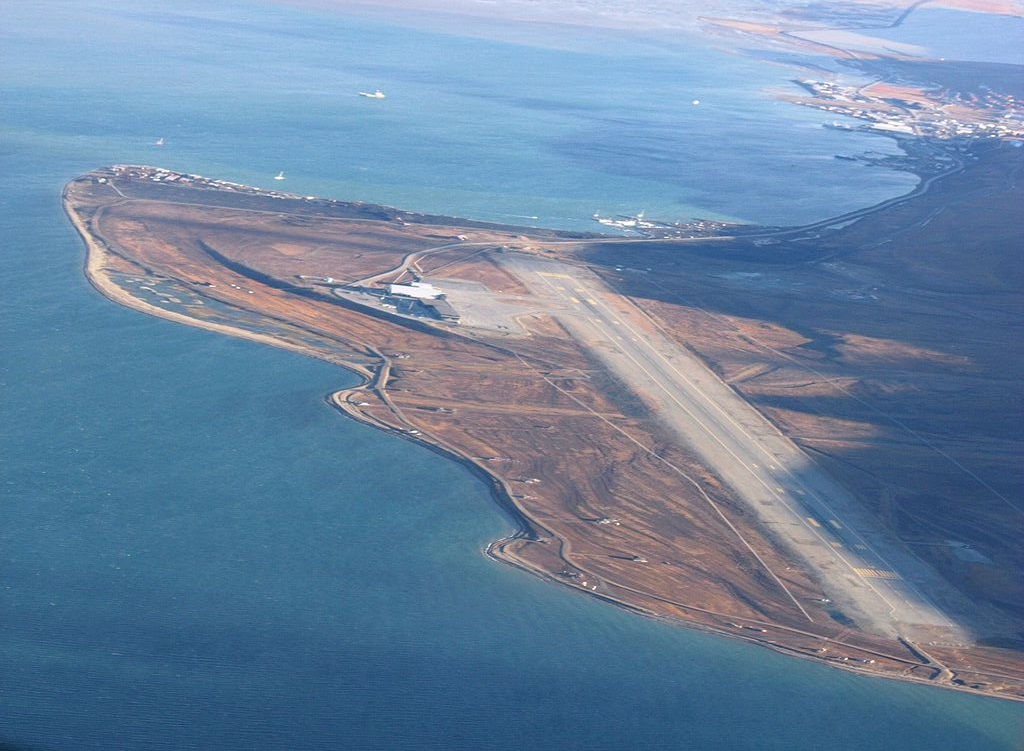
Luftaufnahme des Flughafens im Sommer aus Westen

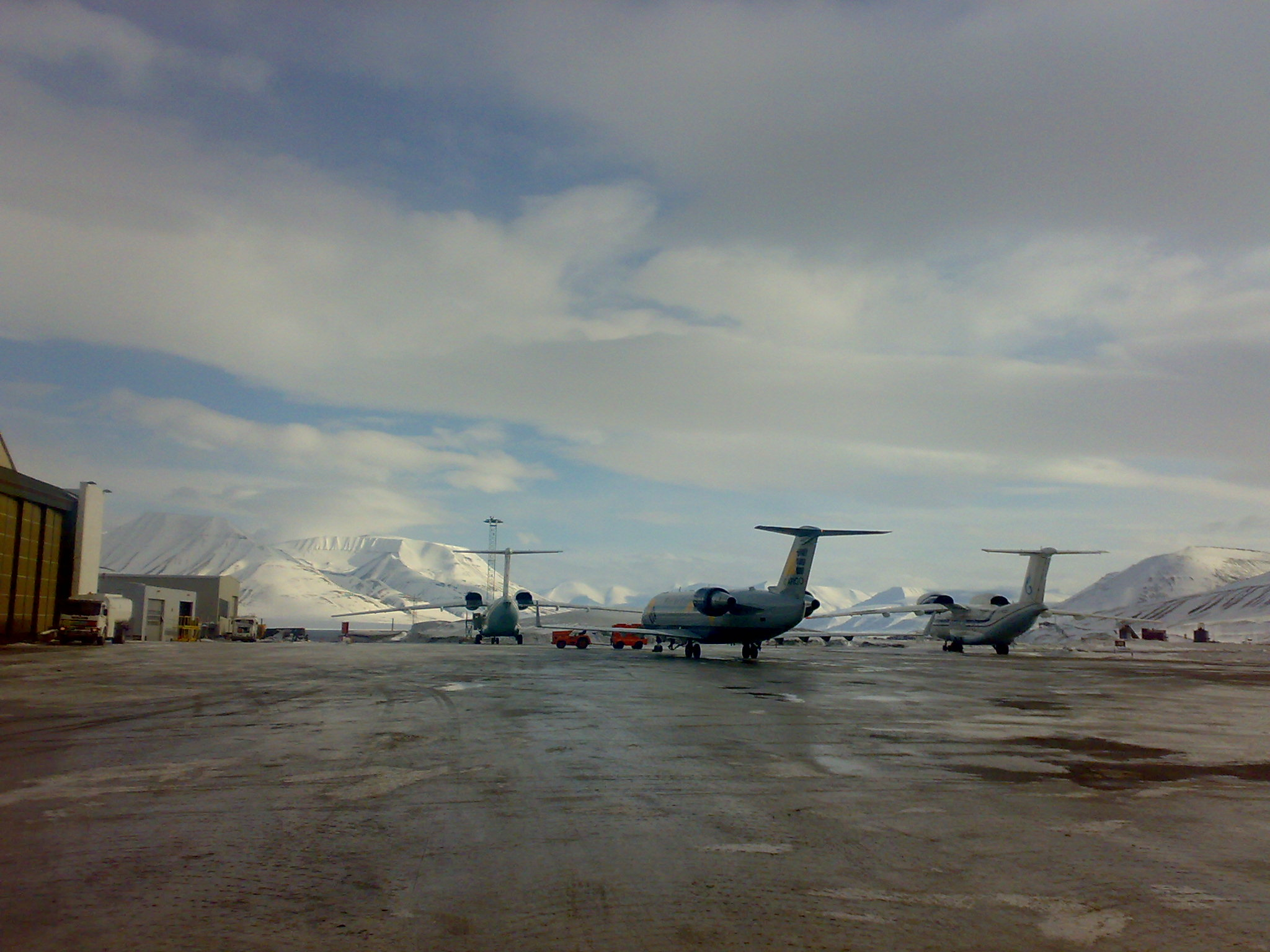
Flughafenvorfeld

SAS Scandinavian Airlines ist die wichtigste Fluggesellschaft vor Ort und fliegt im Sommer täglich nach Tromsø und Oslo. Im Winter gibt es mehrere Verbindungen pro Woche nach Oslo (via Tromsø oder zweimal die Woche direkt). Die norwegische Niedrigpreisfluggesellschaft Norwegian Air Shuttle flog bereits in der Vergangenheit den Flughafen an und verbindet Longyearbyen seit März 2013 wieder mit Oslo. Gelegentlich gibt es im Sommer auch Flüge zum Nordpol oder auf das nördliche Packeis sowie Charterflüge nach Longyearbyen. Außerdem gibt es regelmäßige Flüge nach Svea und Ny-Ålesund, die aber meist nur den Minenarbeitern beziehungsweise Forschungsequipen zur Verfügung stehen. Barentsburg kann im Sommer nur mit Helikopter oder per Schiff, im Winter per Schneemobil erreicht werden. Eine befestigte Straße existiert nicht. Der Flugplatz ist ein beliebtes Ziel für ambitionierte Privatpiloten.

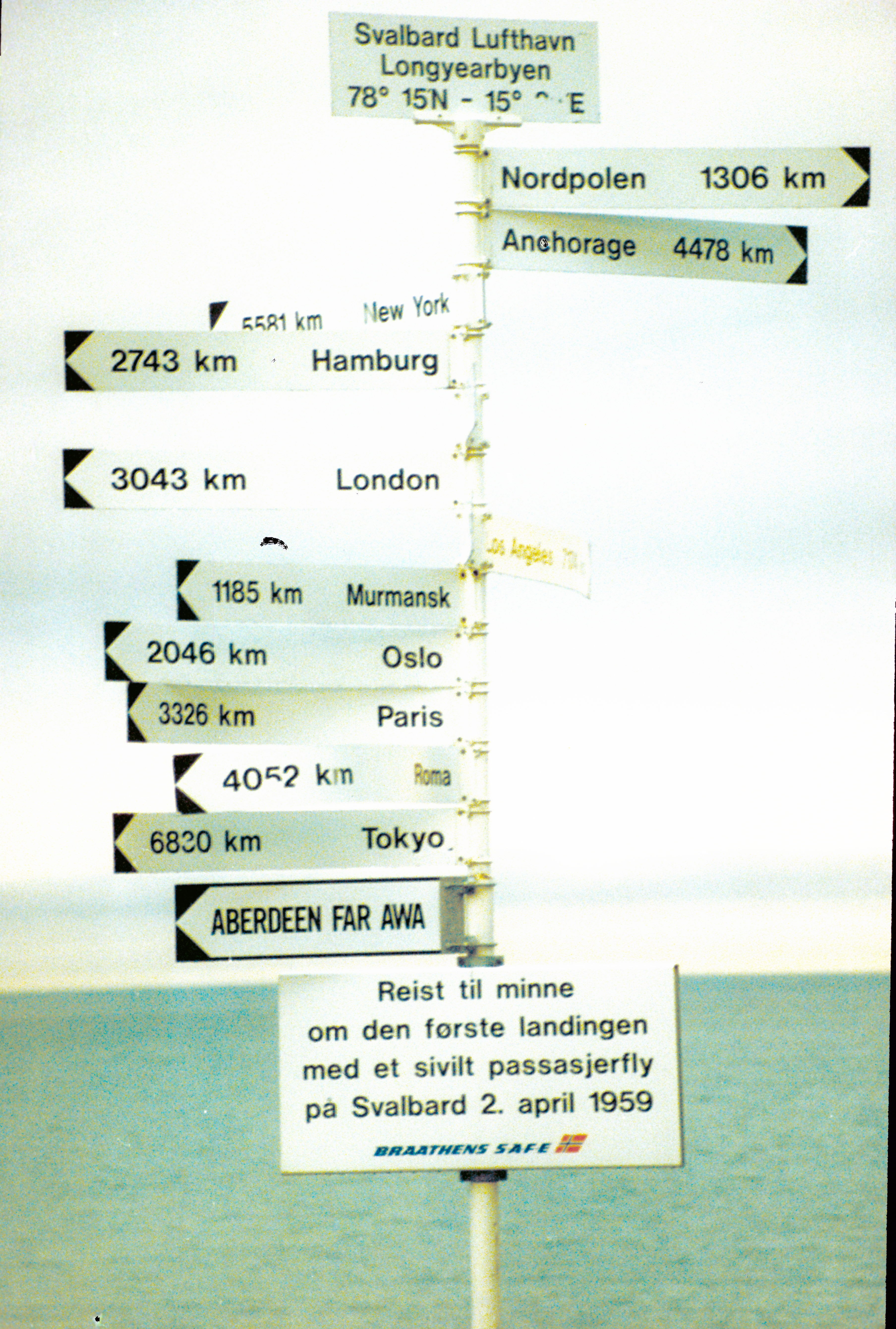
Entfernungsschilder am Flughafen Longyearbyen

Der Flughafen wird jährlich von mehr als 165.000 Passagieren benutzt. Das Passagieraufkommen wächst weiter, da immer mehr Leute auf die Insel ziehen und verschiedene Kreuzfahrtanbieter hier Passagierwechsel vornehmen. Die Versorgung der Insel hängt weitgehend vom Flughafen ab.

## Fluggesellschaften und ihre Ziele
| Fluggesellschaften | Ziele                                                 |
| ------------------ | ----------------------------------------------------- |
|                    | Saisonale Charterflüge: Kopenhagen                    |
| Arktikugol         | Barentsburg, Pyramiden Saisonale Charterflüge: Moskau |
|                    | Ny-Ålesund, Svea                                      |
|                    | Saisonale Charterflüge: Moskau                        |
|                    | Oslo                                                  |
|                    | Oslo, Tromsø                                          |
|                    | Saisonale Charterflüge: Zürich                        |

## Zwischenfälle
- Am 10. Oktober 1986 stürzte eine mit Ski-Fahrwerk ausgerüstete Cessna 185 der Firma Antarctex AS (Luftfahrzeugkennzeichen LN-RTA) kurz nach dem Start ab. Der Flug war zum Flugplatz Ny-Ålesund geplant. Alle sechs Insassen, fünf weibliche Passagiere und der Pilot, kamen ums Leben.[4]

- Am 29. August 1996 flog eine russische Tupolew Tu-154M (RA-85621) in der Nähe des Flughafens beim Landeanflug in einen Hügel. Die Maschine der Fluggesellschaft Vnukovo Airlines war auf dem Weg von Moskau nach Longyearbyen und hatte ukrainische Grubenarbeiter an Bord. In rund 900 m Höhe prallte die Maschine 14 km vor dem Flughafen gegen den Operafjellet (deutsch: Operberg), alle 141 Insassen kamen dabei ums Leben. Als Gründe für den Unfall wurden unter anderem Verwirrungen im Cockpit, Abweichung von mehreren Vorschriften und mangelhafte Englischkenntnisse der Flugbesatzung festgestellt.[5]

- Internationale Spannungen verursachten 2016 russische Übertretungen der Entmilitarisierungs-Vereinbarungen. Tschetschenische Fallschirmjäger der paramilitärischen Kadyrowzy-Einheit nutzten mehrfach unberechtigt den Flughafen im Rahmen einer Militärübung im arktischen Barneo.[6]